# ディスクドッグ競技
ディスクドッグ競技（ディスクドッグきょうぎ、Disc dog）は、競技者（人間）と競技犬とのペアで行うドッグスポーツの一種。

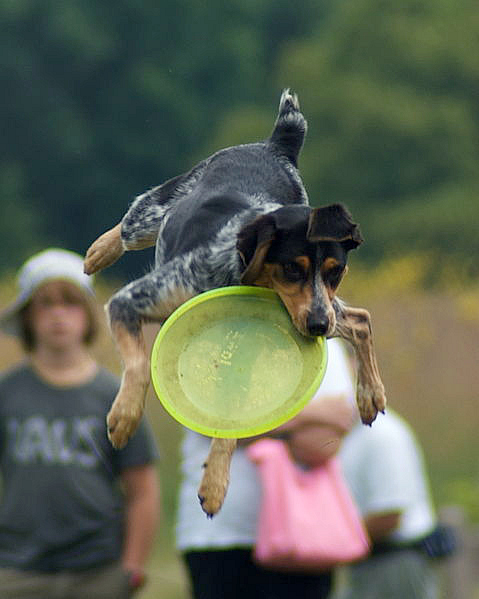
見事なキャッチのディスクドッグ

競技者が投げたディスクを競技犬が空中でキャッチしその得点を競う。ここで言うディスクとは、プラスチック製の円盤状の物を言い、大きさや重さ等は競技の運営団体により異なる。競技の種類は主にフリー部門とディスタンス部門の2種類がある。
犬と共に楽しく遊ぶスポーツで、プロのように賞金で生活するようなスポーツではないが、充実した犬との共存生活を過ごせる一面を持っている。主な犬種としてはボーダー・コリー、ラブラドール・レトリバー、ゴールデン・レトリバー、オーストラリアン・シェパード、シェットランド・シープドッグ、ウェルシュ・コーギー、ジャック・ラッセル・テリア等が多いが練習次第でどんな犬種でも楽しめる。

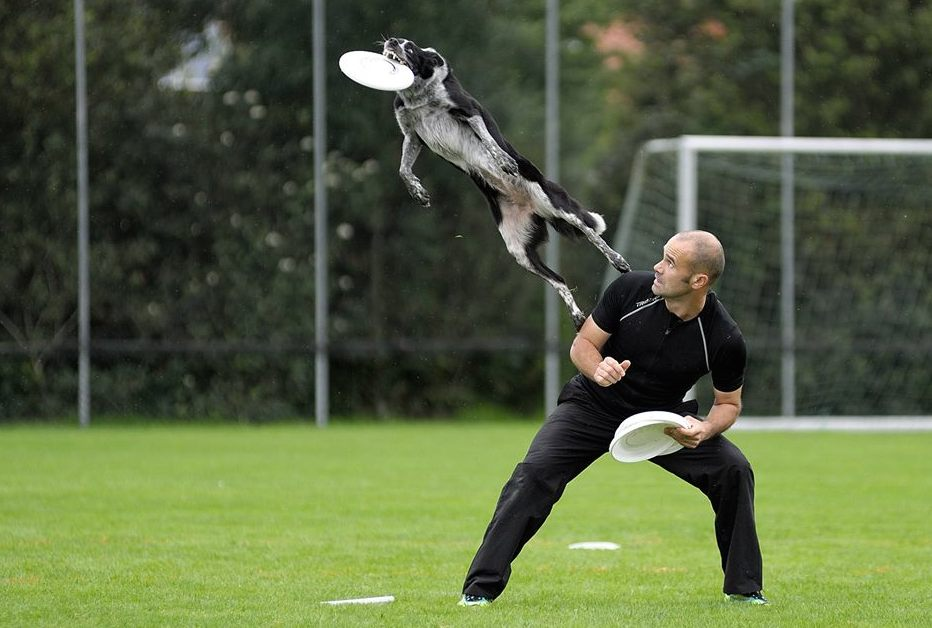
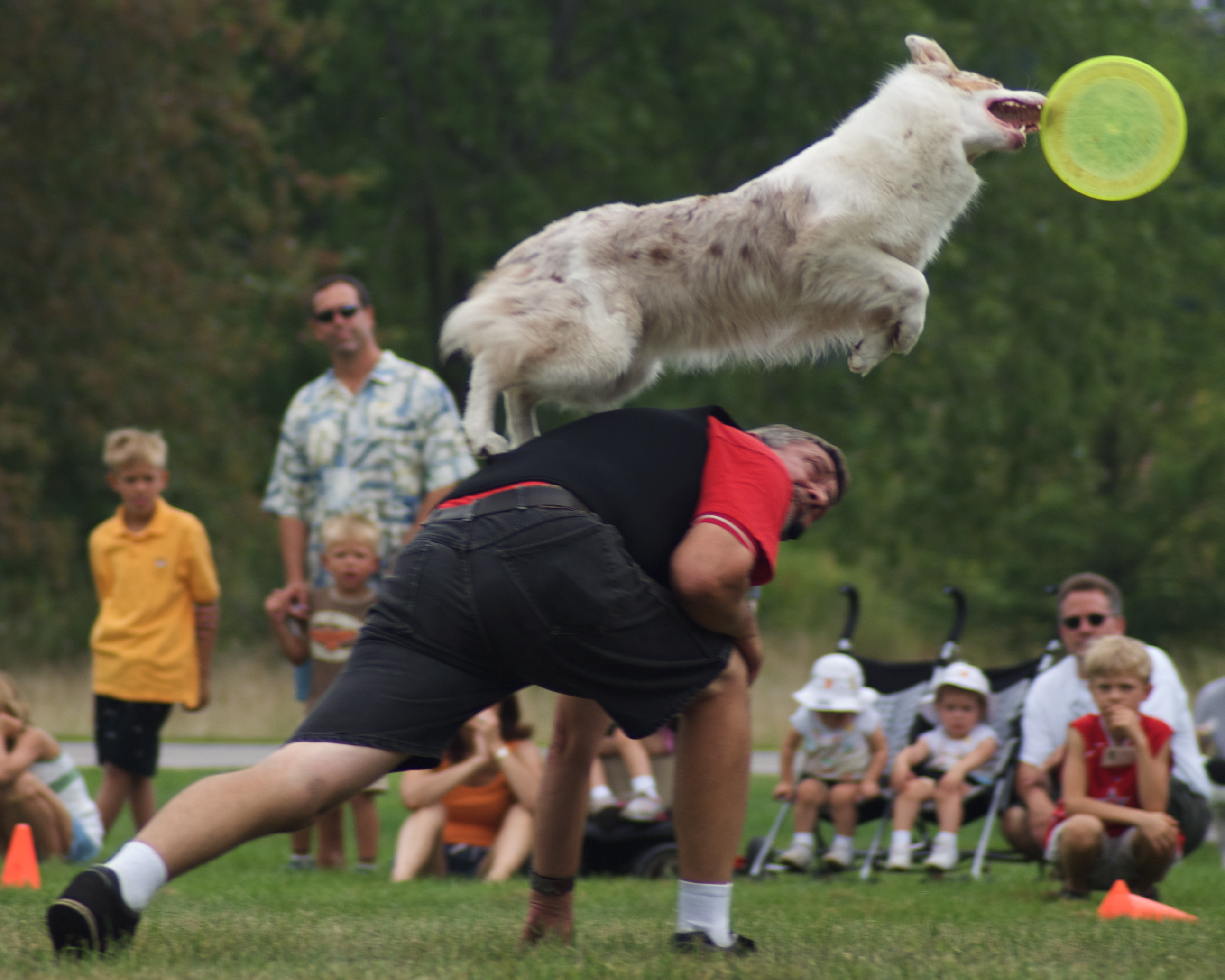
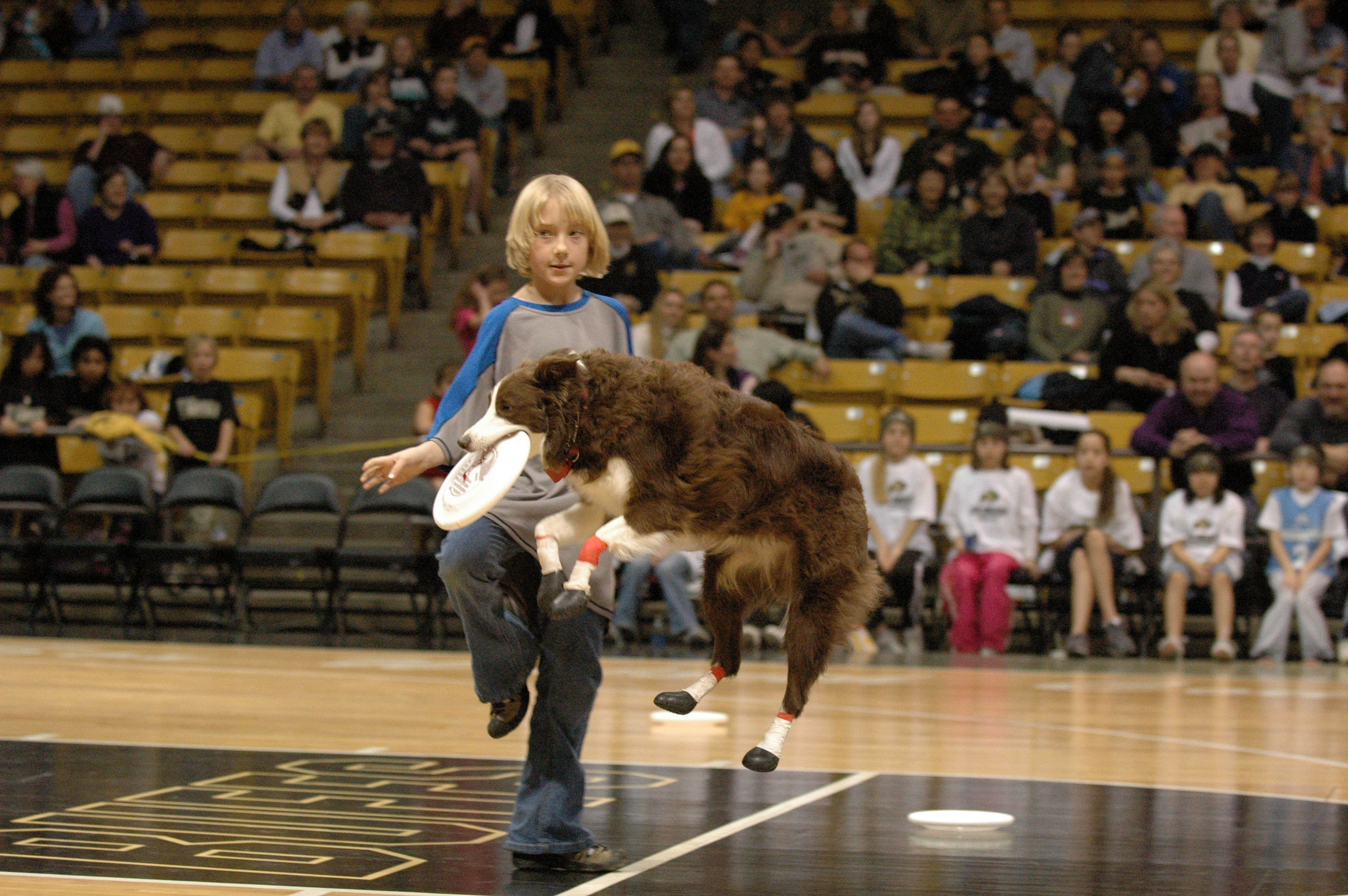
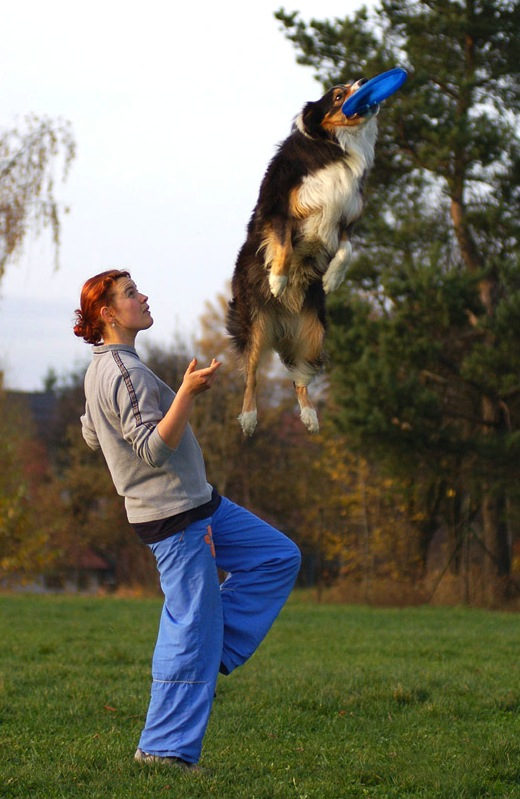

## フリー部門
フリー部門は一般的に、長方形のコートの中で行われる。競技者は競技犬に対してディスクを投げるが、競技犬がディスクをキャッチする姿勢が高くあるいは、回転しながらなどになるように投げる。フリップ系やボルト系等の技があり、これらを組み合わせて60秒 - 120秒の定められた競技時間内に音楽に合わせて踊るように競技する。競技はキャッチ率や技の出来栄えにより採点され、その得点を競う。

## ディスタンス部門

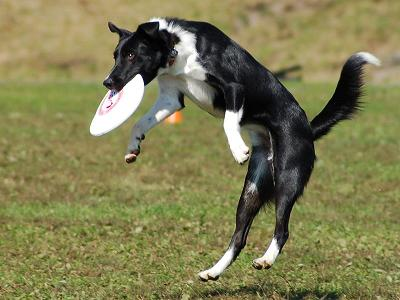
ディスタンス競技中の競技犬

ディスタンス部門は一般的にポイントエリアとスローイングエリアで区分される専用のコートにより行われる。ポイントエリアはスローイングエリアから遠くなるほど高いポイントにより距離に応じて区切られている。通常は0 - 10ポイントのポイントが割り当てられている。
競技者はスローイングエリアからディスクを投げ、それを競技犬が追いかけてディスクを空中でキャッチする。空中でのキャッチが成功する、あるいはキャッチ後にスローイングエリアに持ち帰ると、キャッチして着地したエリアに応じたポイントが発生する。キャッチの際に競技犬がジャンプしてキャッチした場合には+1ポイント加算するなどのルールもある。競技犬はディスクをスローイングエリアまで持ち帰り、これを競技者が受け取り再度投げる。
これらの動作を60秒～90秒の定められた競技時間内に繰り返し、その合計のポイントを競う。競技のルールは大会を運営する団体により若干異なる場合がある。

## 競技団体
競技への参加にはおおむね数千円程度の参加費が必要であるが、大会形式での練習会などを行う有志の団体もある。